# Petrophile incurvata
Petrophile incurvata är en tvåhjärtbladig växtart som beskrevs av W. V. Fitzg.. Petrophile incurvata ingår i släktet Petrophile och familjen Proteaceae. Inga underarter finns listade i Catalogue of Life.